# 芦野宏
芦野 宏（あしの ひろし、英語: Hiroshi Ashino、1924年6月18日 - 2012年2月4日）は、日本のシャンソン歌手、声楽家。本名：羽鳥 廣。

## 来歴
1924年6月18日、山形県村山市出身。東京音楽学校（現・東京芸術大学）声楽科卒業後、高等学校の音楽教師を経てシャンソン歌手に転向。1953年に『虹のしらべ』（NHKラジオ第一放送）に出演してデビューを果たす。
1956年に渡欧し、フランス・パリのオランピア劇場にアジア人として初出演を果たし、1960年にはフランス国営放送（RTF）のテレビ番組にてワンマンライブショーを行った。
日本に於ける1950年代後半から1960年代前半にかけてのシャンソン・ブームの立役者のひとりでもあり、『NHK紅白歌合戦』には1955年から10年連続出場を果たしている（詳細は下記参照）。
また、俳優としてもテレビドラマ『コメットさん』（1967年、TBS・国際放映）や映画『天使の誘惑』（1968年、松竹）に出演している。

### 日本シャンソン館（群馬県渋川市）
1995年に私財を投じて日本シャンソン館を群馬県渋川市に開設。自ら館長としてシャンソンに関する資料収集や展示、又はミニライブなどのイベントを積極的に進め、また、2010年7月には石井好子の後を受けて第2代日本シャンソン協会会長に就任し、後進の育成と指導、そして現役歌手としての音楽活動も行っていた。
2012年1月15日、日本シャンソン館で「愛は燃えている」「パリに抱かれて」の2曲を披露。同1月18日に体調を崩して入院。そして、同2月4日、間質性肺炎のため、東京都中央区の聖路加国際病院にて死去。87歳没。没後の2012年3月に東京（帝国ホテル）と群馬（日本シャンソン館）の2箇所にて芦野宏お別れ会がそれぞれ開催された。

### 専属ピアニスト
- 久保 文人（くぼ ふみと、Fumito Kubo） - 専属ピアニスト。
- 小林 ちから（こばやし ちから、Chikara Kobayashi、5月9日[3] - 2022年8月3日[4]） - 専属ピアニスト。父・久保文人の代から親子で長年専属ピアニストを務める。国内のみならずフランス、スイス、ブラジル、エジプトなど海外でコンサートを開催。2019年3月17日、「天皇陛下御即位30年、天皇皇后陛下御結婚満60年お祝いの御内宴」で東宮御所にて演奏を担当した[5]。

## NHK紅白歌合戦出場歴
| 1955年（昭和30年）/第6回 | タブー                   | 江利チエミ                   |
| 1956年（昭和31年）/第7回 | ドミノ                   | 越路吹雪                     |
| 1957年（昭和32年）/第8回 | メケ・メケ               | 江利チエミ                   |
| 1958年（昭和33年）/第9回 | 風船売り                 | 石井好子                     |
| 1959年（昭和34年）/第10回 | チャオチャオ・バンビーナ | 中原美紗緒                   |
| 1960年（昭和35年）/第11回 | 幸福を売る男             | 石井好子                     |
| 1961年（昭和36年）/第12回 | カナダ旅行               | 中原美紗緒                   |
| 1962年（昭和37年）/第13回 | カミニート               | 中原美紗緒                   |
| 1963年（昭和38年）/第14回 | パパと踊ろう             | 倍賞千恵子                   |
| 1964年（昭和39年）/第15回 | ほほにかかる涙           | 中尾ミエ・伊東ゆかり・園まり |
| - このうち、第6回・第7回・第8回・第9回・第10回はラジオ中継の音声が現存し、第14回は歌唱映像が現存する。 - 第10回は2009年4月29日放送のNHK-FM『今日は一日“戦後歌謡”三昧』の中で、芦野の歌も含め全編が再放送された（音声はモノラル）。 - 第14回も『思い出の紅白歌合戦』（NHK-BS2）で、芦野の歌も含め全編が再放映されている。 |                          |                              |

## 主な出演

### ラジオ
- 『虹のしらべ』（1953年、日本放送協会）

### テレビドラマ
- 『コメットさん』第1〜48話（1967年 - 1968年、TBS・国際放映）

### 映画
- 『天使の誘惑』（1968年、松竹）

## 賞詞
- パリ市ヴェルメイユ勲章（1990年）
- 紫綬褒章（1990年）
- 勲四等旭日小綬章（1996年）
- フランス共和国芸術文化勲章オフィシエ（2004年）
- 第48回日本レコード大賞功労賞（2006年）